# Calle del General Álava
La calle del General Álava es una vía pública de la ciudad española de Vitoria.

## Descripción

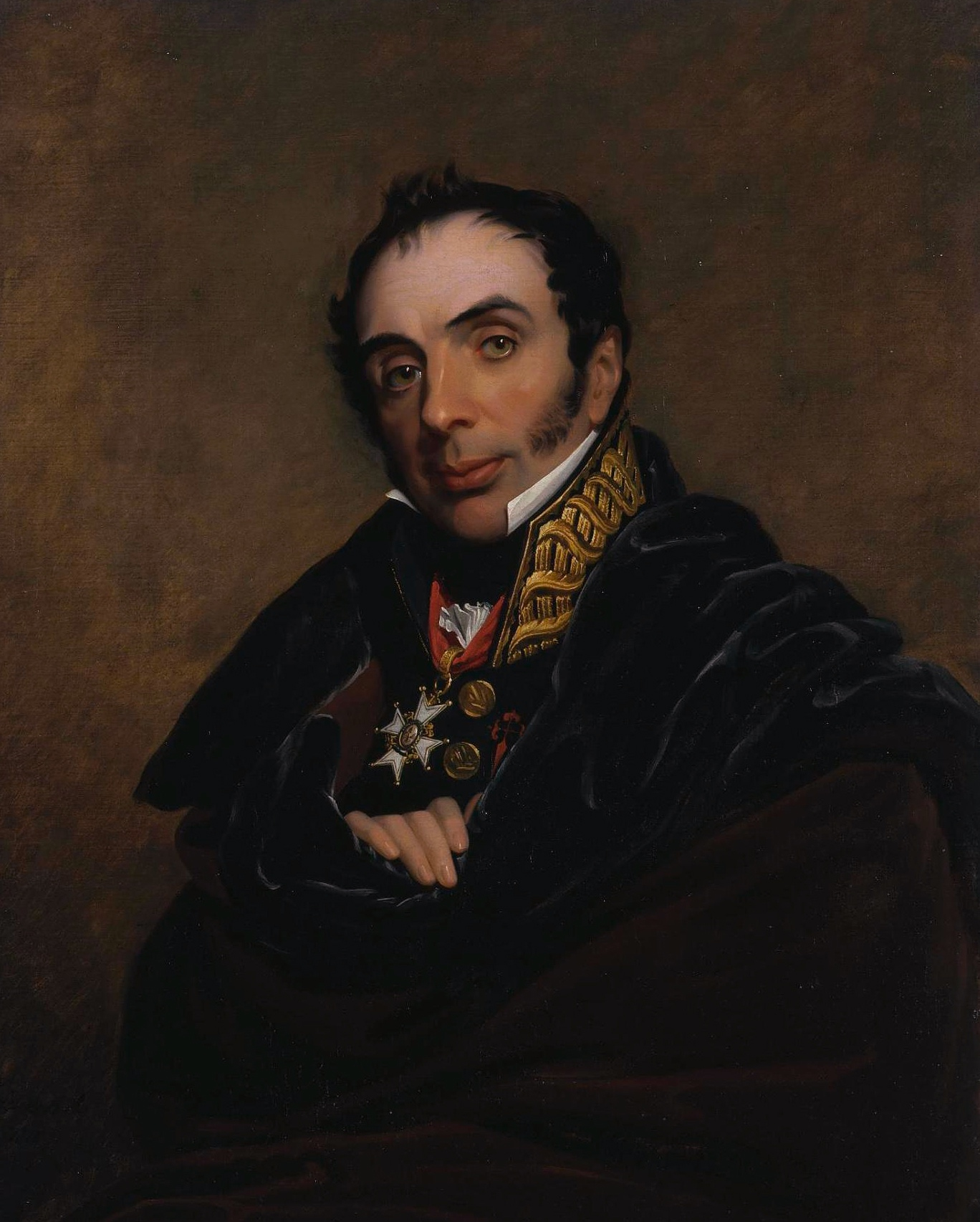
Miguel Ricardo de Álava y Esquível, que da título a la calle

La vía, que obtuvo el título actual en 1868, discurre desde la plaza del General Loma hasta la confluencia de la calle de los Fueros con la de la Independencia. Tiene cruce con la la de Eduardo Dato. El tramo que va desde Eduardo Dato hasta Fueros es más reciente, pues data de 1959. Aparece descrita, con su recorrido más escueto, en la Guía de Vitoria (1901) de José Colá y Goiti con las siguientes palabras:

Calle del General Álava.—Nombre primitivo. Diósele este título en 1868. Principia en la calle de la Estación y concluye en la Plaza del General Loma.
(Colá y Goiti, 1901, p. 38)

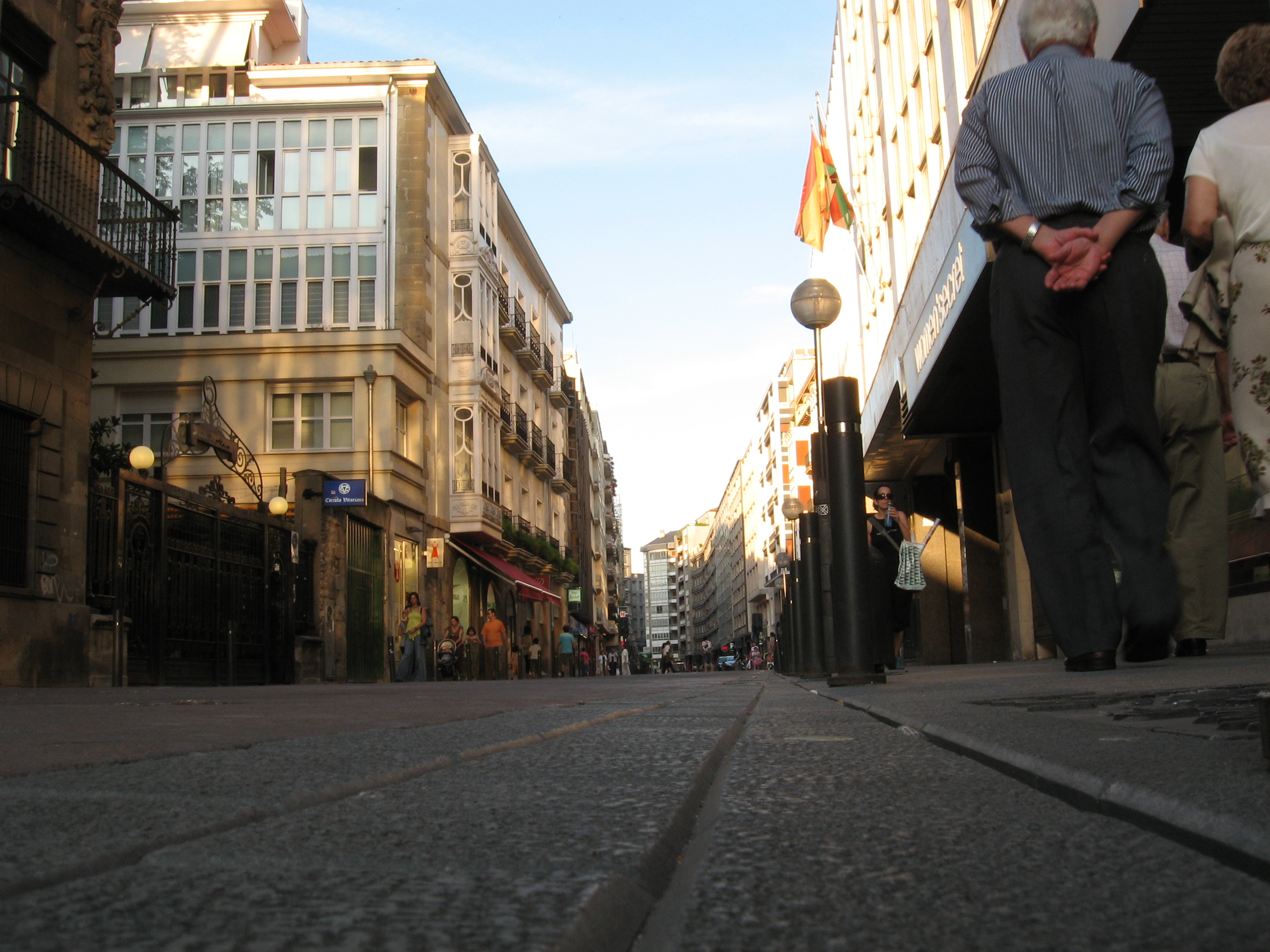
Vista de la calle, a la altura de la entrada del Círculo Vitoriano

Honra con el título a Miguel Ricardo de Álava y Esquível (1772-1843), militar, político y diplomático vitoriano, presidente del Consejo de Ministros y ministro de Marina y de Estado, figura clave en la batalla de Vitoria, librada en el marco de la guerra de la Independencia Española. Según aseveran Knörr Borràs y Martínez de Madina Salazar en su Toponimia de Vitoria, fue «la primera calle de la ciudad dedicada
a una persona o personaje ilustre, si exceptuamos las dedicadas a santos». A lo largo de los años, han estado en la vía la Sala de Cultura impulsada por la Caja de Ahorros Municipal, la Federación Alavesa de Ajedrez, la Compañía de Ferrocarriles del Norte, el edificio de Telefónica, el Banco Guipuzcoano y el de Bilbao, la Delegación Provincial de Trabajo, la Fundación Asistencial y Sanitaria de Vitoria y Álava, la Hermandad Alavesa, el salón conocido como Iris Salón, el archivo municipal, la Cámara Oficial de Comercio e Industria de Álava, la Asociación para el Progreso de la Dirección, las delegaciones alavesas del Colegio Vasco-Navarro de Arquitectos, del de Farmacéuticos y del de Médicos, las salas de cine de nombre Gasteiz y las conocidas como Astoria Palace, el Banco Hispano-Americano, el de Vizcaya y el Atlántico, la Caja Laboral Popular, la Asociación Alavesa del Hogar y la delegación del Patronato de Apuestas Mutuas Deportivas. El crítico literario, historiador, periodista y académico Melchor Fernández Almagro residía en esta calle vitoriana durante el verano.